# Cianato de plata
El cianato de plata es un compuesto químico inorgánico, del grupo de las sales, que está constituido por aniones de cianato {\displaystyle {\ce {OCN-}}} y cationes plata (1+) {\displaystyle {\ce {Ag+}}}, cuya fórmula química es {\displaystyle {\ce {AgOCN}}}.

## Propiedades
El cianato de plata se presenta en forma de polvo blanco, gris pálido o beige pálido. Cristaliza en el sistema monoclínico, grupo espacial P21/m. Tiene una densidad de 4 g/cm³. Es soluble en agua (pKps = 6,64). Es soluble en amoniaco e insoluble en etanol. Como otras sales de plata es sensible a la luz.

## Preparación
Puede prepararse haciendo reaccionar nitrato de plata {\displaystyle {\ce {AgNO3}}} con cianato de sodio {\displaystyle {\ce {AgOCN}}} según la reacción:
{\displaystyle {\ce {AgNO3 + NaOCN -> AgOCN + NaNO3}}}

## Aplicaciones
La producción de urea (para fertilizantes) se puede realizar mediante cianato de plata y cloruro de amonio. Se utiliza en diversas reacciones, incluyendo los azúcares convertidos en isocianatos, que se utilizan en pinturas y espumas.
El uso más popular del cianato de plata fue la de ayudar a los científicos a descubrir estereoisómeros. El descubrimiento de las diferencias entre el cianato de plata y el fulminato de plata llevó al descubrimiento de la isomería por parte de Liebig y Gay-Lussac en 1824.